# Томас, Уилл (баскетболист)
Уильям Бенсон Томас (англ. William Benson Thomas; род. 1 июля 1986, Балтимор, штат Мэриленд, США) — американский и грузинский профессиональный баскетболист, играющий на позиции тяжёлого форварда.

## Карьера
Профессиональную карьеру Томас начал в клубе «Льеже», где в 2010 году стал «Самым ценным игроком» регулярного сезона.
В сезоне 2011/2012 Томас выступал за «Армию», с которой стал победителем Кубка Грузии. В чемпионате Грузии его статистика составила 16,5 очка и 7,4 подбора в среднем за матч.
В июле 2012 года Томас перешёл в «Пинар Каршияку», где набирал в среднем 11,2 очка и 4,8 подбора в чемпионате Турции и 14,3 очка и 7,4 подбора в Кубке вызова ФИБА.
В августе 2013 года Томас стал игроком «Сидигас Авеллино». В чемпионате Италии статистика Уилла составила 15,3 очка и 7,4 подбора в среднем за игру.
С 2014 по 2016 год Томас выступал за «Уникаху». В своём первом сезоне в Евролиге Уилл набирал в среднем 6,9 очка и 4,5 подбора в 24 матчах.
В сезоне 2015/2016 Томас был признан «Самым ценным игроком» 24 и 26 тура чемпионата Испании.
В августе 2019 года Томас подписал 2-летний контракт с «Зенитом».
В сезоне 2020/2021 Томас принял участие в 39 матчах Евролиги и набирал 9,3 очка, 4,9 подбора, 1,4 передачи, 0,7 перехвата в среднем за игру. В 27 матчах Единой лиги ВТБ его статистика составила 11,5 очка, 5,4 подбора, 1,8 передачи и 1 перехват.
В июле 2021 года Томас перешёл в УНИКС, но в сентябре Уилл и казанский клуб приняли решение о прекращении сотрудничества.
Свою карьеру Томас продолжил в «Монако».
В июле 2022 года Томас вернулся в «Уникаху». В составе команды Уилл стал победителем Кубка Испании.
В июле 2023 года Томас продлил контракт с «Уникахой».
В сезоне 2023/2024 Томас стал победителем Лиги чемпионов ФИБА. По окончании сезона завершил карьеру.

## Достижения
- Обладатель Еврокубка: 2018/2019
- Победитель Лиги чемпионов ФИБА: 2023/2024
- Бронзовый призёр Единой лиги ВТБ: 2020/2021
- Чемпион Испании: 2016/2017
- Бронзовый призёр чемпионата России: 2020/2021
- Обладатель Кубка Грузии: 2011/2012
- Обладатель Кубка Испании: 2023
- Серебряный призёр Кубка Испании: 2017
- Обладатель Суперкубка Испании: 2017